# Pericopsis
Pericopsis är ett släkte av ärtväxter. Pericopsis ingår i familjen ärtväxter.
Kladogram enligt Catalogue of Life:
| Pericopsis | \| \| Pericopsis angolensis \| \| \| \| \| \| Pericopsis elata \| \| \| \| \| \| Pericopsis laxiflora \| \| \| \| \| \| Pericopsis mooniana \| \| \| \| |
|            | \| \| Pericopsis angolensis \| \| \| \| \| \| Pericopsis elata \| \| \| \| \| \| Pericopsis laxiflora \| \| \| \| \| \| Pericopsis mooniana \| \| \| \| |
|            | Pericopsis angolensis |
|            | |
|            | Pericopsis elata |
|            | |
|            | Pericopsis laxiflora |
|            | |
|            | Pericopsis mooniana |
|            | |